# Distrito de Bastoña
El Distrito de Bastoña (en francés: Arrondissement de Bastogne; en neerlandés: Arrondissement Bastenaken) es uno de los cinco distritos administrativos de la Provincia de Luxemburgo, Bélgica. Tres de sus municipios, Gouvy, Houffalize y Vielsalm, pertenecen judicialmente al distrito de Marche-en-Famenne, mientras que el resto de los municipios dependen del distrito de Neufchâteau.

## Lista de municipios
- Bastoña
- Bertogne
- Fauvillers
- Gouvy
- Houffalize
- Sainte-Ode
- Vaux-sur-Sûre
- Vielsalm

- Datos: Q93925